# C. B. Lee
Œuvres principales
- Série Super Équipe

C. B. Lee est une autrice chinoise, vietnamienne et américaine de littérature Young Adult vivant à Los Angeles. 
Elle est surtout connue pour sa série Super Équipe, qui suit un quatuor d'adolescents dans un futur proche peuplé de superhéros et de superméchants.

## Biographie
Les parents de C B. Lee ont immigré du Viêt Nam et de Chine. 
C B. Lee parle régulièrement de sa bisexualité et de ses troubles psychologiques, notamment la dépression,.
Son premier roman pour jeunes adultes, Seven Tears at High Tide, sur un garçon qui est sauvé et tombe amoureux d'une selkie, est publié par Duet Books en 2015. Il remporte le Rainbow Award 2016 dans la catégorie fantasy et romance fantastique bisexuelle et est finaliste du Bisexual Book Awards (en) 2016 dans la catégorie Young Adult et Fiction spéculative.
Le premier livre de la série Super Équipe, Super-Stagiaire, est publié par Duet Books en 2016. Il raconte l'histoire de Jess, une adolescente bisexuelle sans superpouvoirs vivant dans un monde où les superpouvoirs sont normaux, qui doit rivaliser avec le célèbre super-méchant de sa ville pour son stage de rêve et faire face à son béguin pour son amie Abby. Super-Stagiaire est finaliste du prix Lambda Literary 2017 dans la catégorie Jeunesse et Young Adult LGBTQ+ et finaliste du Bisexual Book Award 2017 dans la catégorie Fiction spéculative. Le deuxième livre, Not Your Villain, suit les protagonistes du premier roman qui ont maintenant rejoint un mouvement de résistance. Il est publié par Duet Books en 2017. Un troisième roman, Not Your Backup, est publié en 2019.
En 2021, C. B. Lee publie le roman A Clash of Steel, qui reprend l'histoire de L'Île au trésor et l'adapte avec deux protagonistes lesbiennes, l'une chinoise et l'autre vietnamienne.

## Œuvres

### SérieSuper Équipe
1. Super-Stagiaire, Teen Spirit, 2022 ((en) Not Your Sidekick, 2016), trad. Caroline Bertaud, 284 p.  (ISBN 979-10-381-1756-3)
2. (en) Not Your Villain, 2017
3. (en) Not Your Backup, 2019
4. (en) Not Your Hero, 2022

### UniversMinecraft
- L'Épave, Castelmore, 2021 ((en) The Shipwreck, 2020), trad. Nicolas Ivorra, 576 p.  (ISBN 978-2-36231-382-0)

### Romans indépendants
- (en) Seven Tears at High Tide, 2015
- (en) A Clash of Steel: A Treasure Island Remix, 2021